# Morley-tétel

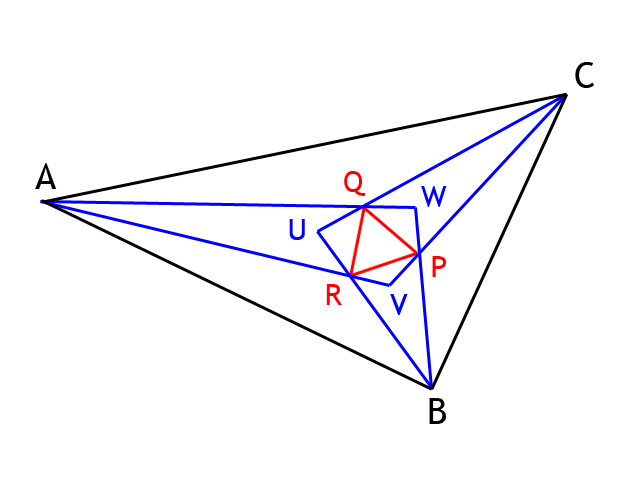
A szögharmadoló egyenesek által alkotott PQR háromszög egyenlő oldalú.

A Morley-tétel a síkgeometriában azt mondja ki, hogy bármely háromszögben a szögeket három egyenlő részre osztó egyeneseknek a háromszög oldalaihoz közelebb eső metszéspontjai egyenlő oldalú háromszöget (a háromszög Morley-háromszöge) alkotnak. (Az ábrán ez a pirossal jelölt PQR háromszög). A tételt Frank Morley amerikai matematikus fedezte fel 1899-ben. A kardioidokhoz kapcsolódóan, ám csak 1929-ben publikálta. A tétel maga azonban már 1909-ben nyilvánosságra került.

## Megjegyzés
Ha adott a síkon egy szabályos ABC háromszög, akkor legyen XYZ az a háromszög, amelynek ABC a középháromszöge. Ekkor az XYZ háromszög belső szögeit magában foglaló szögtartományok csúcsszögtartományaiban (a belső szögeknek a szárak metszéspontján elhelyezkedő csúcsaira való középpontos tükrözéssel kapható meg) egy-egy-egy tetszőleges pontot (U,V,W) felvéve, az U,V,W háromszögnek Morley-háromszöge lesz az ABC. E tételt H. Temesvári Ágota és Szalay László bizonyította Horváth Jenő egy kérdésfelvetése kapcsán.

## Bizonyítása

### Elemi geometriai bizonyítás

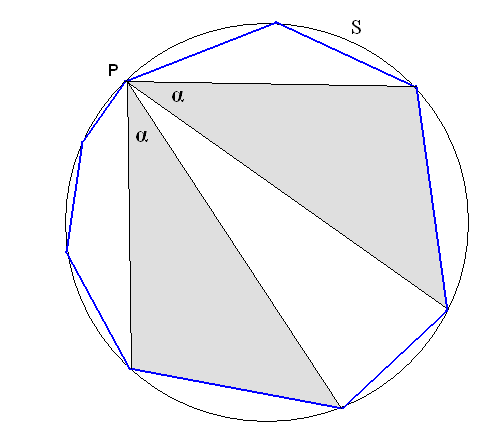
(1. ábra) Körbe írható sokszög egyenlő hosszú oldalai egyenlő szög alatt látszanak

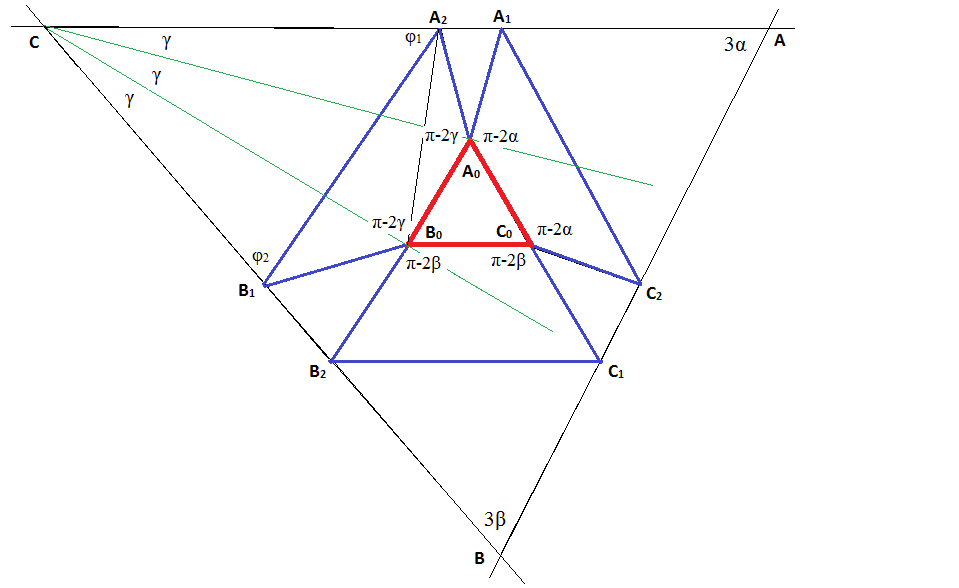
(2. ábra) Elemi geometriai bizonyítás

A bizonyításhoz az alábbi tételek kerülnek felhasználásra:
- Ha egy szakasz két végpontján keresztül egyeneseket húzunk, akkor az egyenesek pontosan akkor metszik egymást a szakasz egyik oldalán, ha a szakasszal bezárt szögeik összege kisebb, mint π. (A megfelelő oldalon mért szögekről van szó.)
- Ha egy négyszög két szemben lévő szögének összege π, akkor a négyszög húrnégyszög, tehát a négy csúcsa egy körön van.
- Ha egy trapéz egyenlő szárú, akkor húrtrapéz (húrnégyszög).
- Legyen S egy körbe írható sokszög, P a sokszög egy csúcsa. Ekkor P csúcsból az S egyenlő hosszú oldalai ugyanolyan szög alatt látszanak (1. ábra).

A bizonyítást "fordítva" végezzük: Rajzolunk egy szabályos háromszöget és felépítjük köré az eredeti háromszöget.

Legyen α, β és γ tetszőleges szögek, melyekre teljesül: α + β + γ = π/3 és α>0, β>0, γ>0. 

A "középen lévő" egyenlő oldalú háromszög csúcsai legyenek A0, B0, C0.

A szabályos háromszög mindegyik oldalára állítsunk egyenlő szárú trapézokat: A trapéz egyik alapja a háromszög oldala, a trapéz szára legyen ugyanolyan hosszú, mint az alapja (a háromszög oldala). A trapézoknak a belső (tehát a szabályos háromszög oldalával egybeeső) alapján lévő szögek legyenek: π-2α, π-2β, π-2γ (2. ábra).

Így megkaptuk az A0A2B1B0, B0B2C1C0 és C0C2A1A0 trapézokat.
P és Q pont távolságát így jelöljük: |PQ|
A trapézok tulajdonságait felhasználva kapjuk:
|A0B0| = |A0A2| = |B0B1| = |A0C0| = |A0A1| = |C0C2| = |B0C0| = |C0C1| = |B2B0|

Szögek kiszámítása
Általában a szögeket egy háromszög három csúcsával jelöljük, ahol a középső a szög csúcsa. (Nem összekeverendő a háromszögek jelölésével.)
Az A0 csúcs körüli szögek egy kört adnak ki:
A2A0A1 + π-2γ + π/3 + π-2α = 2π 

(Itt felhasználtuk, hogy a szabályos háromszög mindegyik szöge π/3.)
A2A0A1 = -π/3 + 2α + 2γ = -π/3 + 2π/3 - 2β 

A2A0A1 = π/3 - 2β

Mivel A2A0A1 háromszög egyenlő szárú, ezért A0A2A1 szög = A0A1A2 szög.

Az A2A0A1 háromszög szögeinek összege: 

2 A0A2A1 + A2A0A1 = π 

2 A0A2A1 + π/3 - 2β = π
A0A2A1 = π/3 + β

A B1B0B2 háromszögre az előbbi számításokat hasonlóan el lehet végezni és azt kapjuk, hogy
B0B1B2 = π/3 + α

Az A0A2B1B0 trapéz egyenlő szárú, tehát az alapokon lévő szögek egyenlőek:

B1A2A0 = B0B1A2

Ezt felhasználva adjuk össze a trapéz belső szögeit:

2 B1A2A0 + 2(π-2γ) = 2π
B1A2A0 = 2γ

Az A0A2B0 háromszög egyenlő szárú, szögeinek összege:

2 B0A2A0 + π-2γ = π
B0A2A0 = γ
(Tehát az A2B0 szakasz szögfelezője a B1A2A0 szögnek.)

A "külső" háromszög megalkotása
Az A1 és A2 pontokon keresztül húzzunk egy egyenest. (Az A1 és A2 pontok helyzetére még visszatérünk.)
Húzzunk egyeneseket a B1, B2 és C1, C2 pontokon keresztül is. Így kaptunk három egyenest, melyek helyzetéről még nem tudunk semmit, nem tudjuk, hogy egyáltalán van-e metszéspontjuk.
Az egyik egyenes és a B1A2 szakasz által bezárt szög legyen φ1 (2. ábra).

Az A2 pont körül félkörben adjuk össze a szögeket:

φ1 + B1A2A0 + A0A2A1 = π 

φ1 + 2γ + π/3+β = π 

φ1 = 2π/3 - β - γ - γ = π/3 + α - γ
φ1 = π/3 + α - γ
Hasonló számolásból kapjuk, hogy a B1 pontnál lévő φ2 szög értéke:
φ2 = π/3 + β - γ
Az A2, A1 és a B1, B2 pontokon átmenő egyenesek egymáshoz viszonyított helyzetét a φ1 és φ2 szög összege jellemzi: 

φ1 + φ2 = 2π/3 + α + β - 2γ = π - 3γ
φ1 + φ2 = π - 3γ < π, mert a feltevésünk szerint γ>0. 

Most már tudjuk (lásd felhasznált tételek), hogy az A1, A2 és B1, B2 pontokon átfektetett egyenesek metszik egymást. Jelöljük a metszéspontot C-vel.

Meg kell vizsgálni azt a lehetőséget, amikor A1 és A2 egybeesik.

A1 és A2 akkor esik egybe, amikor A2A0A1 szög nulla, tehát amikor β = π/6. Egyetlen pont nyilván nem jelöl ki egy egyenest, de ezen úgy segítünk, hogy előírjuk φ1 nagyságát: φ1 := π/3 + α - γ.
A2 ponton keresztül húzzunk egy olyan egyenest, ami B1A2 szakasszal φ1 szöget zár be. Ezt a megoldást szükség esetén B1, B2, illetve C1, C2 pontokra is lehet alkalmazni.

Hasonló megfontolásokból megkapjuk a másik két metszéspontot, jelöljük ezeket A-val és B-vel (2. ábra).

Ismerjük a CB1A2 háromszög két szögének összegét: φ1 + φ2 = π - 3γ, ezért a C csúcsnál lévő szög 3γ.
Hasonló számolásból kapjuk, hogy a B csúcsnál lévő szög 3β és az A csúcsnál lévő szög 3α.

Vizsgáljuk meg a CA2B0B1 négyszöget.

CA2B0 = φ1 + γ = π/3 + α
(Felhasználtuk, hogy A2B0 a B1A2A0 szög felezője, B1A2B0 = γ)
CB1B0 = φ2 + 2γ = π/3 + β + γ
CA2B0 + CB1B0 = 2π/3 + α + β + γ = π
Mivel a CA2B0B1 négyszögnek a CA2B0 és CB1B0 szögei egymással szemben vannak és összegük π, ezért a CA2B0B1 négyszög húrnégyszög, tehát a négy csúcsa egy körön van.
Az A0A2B1B0 trapéz egyenlő szárú, így húrtrapéz, tehát a négy csúcsa egy körön van.
A CA2B0B1 négyszögnek és az A0A2B1B0 trapéznak van három közös pontjuk: A2, B1 és B0. Mivel három pont meghatároz egy kört, ezért C, A2, A0, B0, B1 pont egyetlen K körön van rajta.
C-ből húzzunk egyeneseket B1-be, B0-ba, A0-ba és A2-be (az első és utolsó már megvan).
Mivel CA2A0B0B1 körbe írható ötszög, amelynek A2A0, A0B0 és B0B1 oldalai egyforma hosszúak, ezért az ötszög C csúcsából ezek az oldalak egyenlő szög alatt látszanak (lásd felhasznált tételek):

B1CB0 = B0CA0 = A0CA2

Így a középső két egyenes harmadolja a C-nél lévő 3γ szöget; a harmadszög γ.
Hasonló megfontolásból kapjuk a B csúcsból húzott, illetve az A csúcsból húzott szögharmadolókat. A harmadszög a B-nél β, az A-nál α.
Kaptunk tehát egy ABC háromszöget, amelyre igaz a Morley-tétel.

Foglalkozni kell még azzal a lehetőséggel, hogy A1 és A2 pont "fordítva helyezkedik el", tehát a 2. ábrán az A1 pont van balra, a C közelében.
Ez akkor fordulhat elő, amikor amikor β > π/6.

Ebben az esetben A2A0A1 és A0A2A1 szögek értékei a fentiektől eltérnek, de szerencsére a többi szög nem változik. Így például φ1 és φ2 változatlan marad. Mivel a levezetés a φ1 és φ2 szögek kiszámítása után már nem használja a A2A0A1 és A0A2A1 szögeket, ezért a végeredmény is ugyanaz lesz.

Hasonló megfontolások alkalmazhatók α > π/6 vagy γ > π/6 esetekre.

Összefoglalva: Egy tetszőleges α', β', γ' szögű háromszög esetén az α = α'/3, β = β'/3, γ = γ'/3 szögekkel elvégezzük a fenti konstrukciót. Kapunk egy 3α, 3β, 3γ szögű háromszöget, amire igaz a Morley-tétel. Mivel a kapott háromszög hasonló az eredeti háromszöghöz, ezért nyilván az eredeti háromszögre is igaz a Morley-tétel.
Ezzel a tételt beláttuk.
A tétel trigonometrikus úton is bizonyítható.

### Trigonometriai bizonyítás
Legyenek ismét az α, β, γ szögek az eredeti háromszög szögeinek harmada! Erre teljesül, hogy α+β+γ=π/3. Jelölje a háromszög oldalait a, b, és c, és jelölje továbbá d a háromszög köré írt kör átmérőjét! Legyenek a kis háromszög csúcsai X, Y és Z úgy, hogy ezek közül X és Y van legközelebb C-hez! Legyen továbbá BZ=u, BX=v
Tudjuk, hogy {\displaystyle a=d\cdot \sin 3\alpha }, {\displaystyle b=d\cdot \sin 3\beta }, és {\displaystyle c=d\cdot \sin 3\gamma }.
A szinusztétellel
{\displaystyle v={\frac {a}{\sin(\pi -\beta -\gamma )}}\sin \gamma ={\frac {d\sin 3\alpha }{\sin({2\pi /3}+\alpha )}}\sin \gamma ={\frac {d\sin 3\alpha }{\sin({\pi /3}-\alpha )}}\sin \gamma }
Kiszámítható, hogy
{\displaystyle \sin 3\alpha =3\sin \alpha -4{\sin ^{3}\alpha }=4\sin \alpha \left[{\left({\frac {\sqrt {3}}{2}}\right)}^{2}-{\sin ^{2}\alpha }\right]=}
{\displaystyle =4\sin \alpha ({\sin ^{2}{\pi /3}}-{\sin ^{2}\alpha })=4\sin \alpha (\sin {\pi /3}+\sin \alpha )(\sin {\pi /3}-\sin \alpha )=}
{\displaystyle =4\sin \alpha \cdot 2\sin {\frac {{\pi /3}+\alpha }{2}}\cos {\frac {{\pi /3}-\alpha }{2}}\cdot 2\cos {\frac {{\pi /3}+\alpha }{2}}\sin {\frac {{\pi /3}-\alpha }{2}}=}
{\displaystyle =4\sin \alpha \sin {{\pi /3}+\alpha }\sin({{\pi /3}-\alpha })}.
Eszerint
{\displaystyle v=4d\cdot \sin \alpha \cdot \sin \gamma \cdot \sin({{\pi /3}+\alpha })}
és
{\displaystyle u=4d\cdot \sin \alpha \cdot \sin \gamma \cdot \sin({{\pi /3}+\gamma })}.
Koszinusztétellel
{\displaystyle XZ^{2}=u^{2}+v^{2}-2uv\cos \beta =}
{\displaystyle 16d^{2}{\sin \alpha }^{2}{\sin \gamma }^{2}[{\sin ^{2}({\pi /3}+\alpha )}+{\sin ^{2}({\pi /3}+\gamma )}-2\sin({\pi /3}+\alpha )\sin({\pi /3}+\gamma )\cos \beta ]}
Könnyen megmutatható, hogy van olyan háromszög, aminek szögei {\displaystyle \pi /3+\alpha }, {\displaystyle \pi /3+\gamma }, {\displaystyle \beta }. Vegyük azt a háromszöget, amiknek ekkorák a szögei, és körült írt körének átmérője 1! Ennek a háromszögnek az oldalai {\displaystyle \sin({\pi /3}+\alpha )}, {\displaystyle \sin({\pi /3}+\gamma )}, {\displaystyle \sin \beta }. Újra bevetve a koszinusztételt
{\displaystyle {\sin ^{2}\beta }={\sin ^{2}(\pi /3+\alpha )}+{\sin ^{2}(\pi /3-\gamma )}-2\sin(\pi /3+\alpha )\sin(\pi /3+\gamma )\cos \beta }
Ezzel
{\displaystyle XZ=4d\cdot \sin \alpha \cdot \sin \beta \cdot \sin \gamma }
Hasonló számolással, vagy a szimmetria elvén
{\displaystyle XY=4d\cdot \sin \alpha \cdot \sin \beta \cdot \sin \gamma }
és
{\displaystyle YZ=4d\cdot \sin \alpha \cdot \sin \beta \cdot \sin \gamma }
Ezzel a tétel bizonyítottnak tekinthető.